# Fantasy-Jahr 2001
Übersicht

◄◄ | ◄ | 1997 | 1998 | 1999 | 2000 | Fantasy-Jahr 2001 | 2002 | 2003 | 2004 | 2005 | ► | ►►

Weitere Ereignisse

## Ereignisse
- 15. Fantasy Filmfest 24. Juli – 21. August in den Städten Hamburg, Berlin, Köln, Frankfurt, Stuttgart und München